# Celera Barnes
Pour les articles homonymes, voir Barnes.
Celera Barnes (née le 2 décembre 1998 à Ventura) est une athlète américaine spécialiste des épreuves de sprint

## Biographie
Aux Championnats d'Amérique du Nord, d'Amérique centrale et des Caraïbes 2022, elle remporte la médaille d'argent du 100 m derrière la Jamaïcaine Shericka Jackson, ainsi que la médaille d'or du relais 4 × 100 m.
En mai 2024, elle remporte la finale des Relais mondiaux à Nassau en compagnie de Tamari Davis, Gabrielle Thomas et Melissa Jefferson.

## Palmarès
| Date | Compétition        | Lieu     | Résultat | Épreuve   | Temps   |
| ---- | ------------------ | -------- | -------- | --------- | ------- |
| 2022 | Championnats NACAC | Freeport | 2e       | 100 m     | 11 s 10 |
| 2022 | Championnats NACAC | Freeport | 1re      | 4 × 100 m | 42 s 35 |
| 2024 | Relais mondiaux    | Nassau   | 1re      | 4 × 100 m | 41 s 85 |

## Records
| Épreuve | Temps   | Lieu   | Date         |
| ------- | ------- | ------ | ------------ |
| 100 m   | 10 s 94 | Eugene | 24 juin 2022 |